# Baronía de Camporredondo
La baronía de Camporredondo es un título nobiliario español creado por Francisco Franco el 19 de abril de 1965, a favor de María Samaniego y Martínez-Fortún.

## Denominación
La denominación de la dignidad nobiliaria refiere a la subrogación del señorío de Camporredondo, concedido por Carlos III de España a favor del antepasado de la I baronesa, Francisco Manuel Calderón y Enríquez de Cisneros, el 30 de mayo de 1765. La denominación hace referencia a la localidad de Camporredondo de Alba, en la provincia de Palencia.

## Barones de Camporredondo
|                               | Titular                                   | Periodo                       |
| Creación por Francisco Franco | Creación por Francisco Franco             | Creación por Francisco Franco |
| ----------------------------- | ----------------------------------------- | ----------------------------- |
| I                             | María Samaniego y Martínez-Fortún         | 1965-1971                     |
| II                            | María de los Ángeles Larrucea y Samaniego | 1971-2006                     |
| III                           | María Josefa Larrucea y Samaniego         | 2006-2019                     |
| IV                            | José Antonio Girón Larrucea               | 2019-actualidad               |

## Historia de los barones de Camporredondo
- María Samaniego y Martínez-Fortún, i baronesa de Camporredondo.

Casó con José Larrucea Lámbarri, asesinado por los republicanos el 31 de agosto de 1936, cuando se encontraba preso por motivos políticos en el barco-prisión Cabo Quilates. Tuvieron cinco hijos: Francisco Javier, Carlos (asesinados ambos junto a su padre en 1936), Jaime, María de los Ángeles y María Josefa. Le sucedió, por carta de sucesión de fecha 28 de abril de 1971, su hija:
- María de los Ángeles Larrucea y Samaniego, ii baronesa de Camporredondo. Enfermera voluntaria de la División Azul en los hospitales españoles de Königsberg y Riga (URSS).

Le sucedió, mediante Real Carta de Sucesión de fecha 25 de octubre de 2006, su hermana:
- María Josefa Larrucea y Samaniego, iii baronesa de Camporredondo.[4]

Casó con José Antonio Girón de Velasco (1911—1995), ministro de Trabajo (1941—1957), bajo su gobierno se instauró el sistema de Seguridad Social que España tiene en la actualidad, con derecho al desempleo, vacaciones pagadas, pagas extraordinarias, etc.
Le sucedió, mediante Real Carta de Sucesión de fecha 18 de septiembre de 2019, su hijo
- José Antonio Girón Larrucea, iv barón de Camporredondo.[5]